# Exclusion Bill

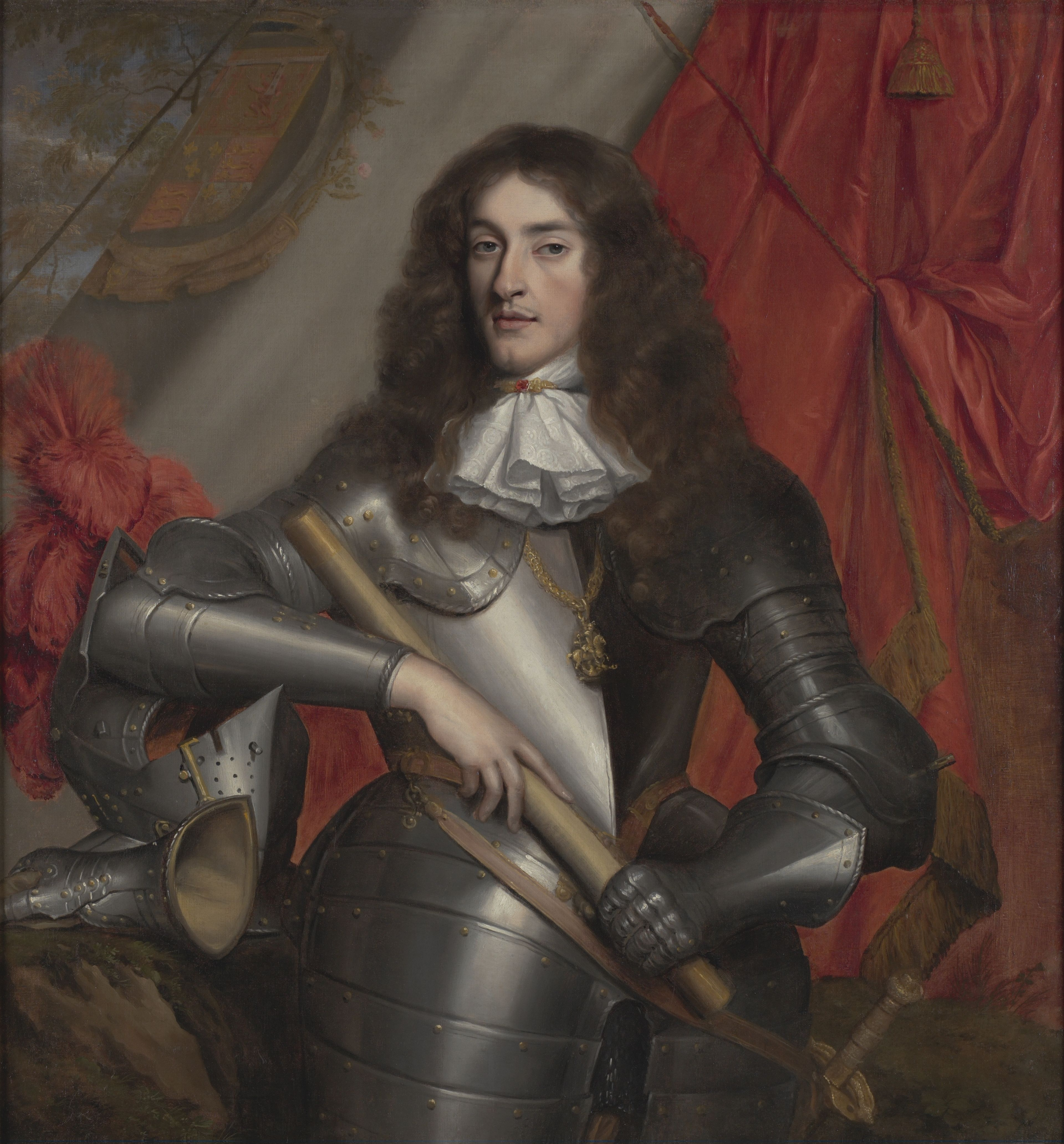
Ritratto di Giacomo, duca di York in armatura. Opera di Sir Godfrey Kneller.

L'Exclusion Bill fu una proposta di legge avanzata nel 1679 in Inghilterra e che provocò la cosiddetta Crisi dell'Esclusione, che durò sino al 1681, durante il regno di Carlo II Stuart. Un gruppo di membri del Parlamento inglese cercò di far approvare una legge che escludesse il duca di York Giacomo, fratello minore del re e suo successore al trono, dalla linea di successione, a causa della sua fede religiosa, apertamente cattolica. Si temeva infatti che, una volta salito al trono, Giacomo avrebbe associato il suo cattolicesimo ad un metodo di governo assoluto, su modello di quello francese.

## La vicenda
Tutto ebbe inizio quando  un chierico inglese, Titus Oates, dichiarò pubblicamente che era stato organizzato un "complotto papale" con l'intenzione di assassinare il re e mettere al suo posto il cattolico duca di York. Tutto il regno fu percorso da una violenta scossa anti cattolica, che sfociò nella proposta, avanzata dal conte di Shaftesbury, ministro in carica e forte oppositore del cattolicesimo, di escludere Giacomo dalla linea di successione al trono. Contemporaneamente, alcuni membri del Parlamento proposero che la corona passasse al figlio illegittimo maggiore di Carlo II, James Scott, duca di Monmouth. Nel 1679 il Parlamento stava per approvare un Exclusion Bill, una legge di esclusione. Al re non rimase altra scelta se non quella di sciogliere il Parlamento. Nei due anni successivi, tra il 1680 e il 1681 vennero costituiti due nuovi Parlamenti, entrambi sciolti dopo pochissimi mesi di attività per la medesima ragione. Fu in questo periodo difficile che si delinearono i due partiti inglesi moderni: il partito Whig, favorevole all'approvazione della legge di esclusione, ed il partito Tory, contrario e fedele alla linea di azione conservatrice del sovrano. 
Il tutto si risolse con il prevalere della volontà di Carlo II e dei suoi sostenitori tories: la successione non fu alterata, ma il re fu costretto ad esiliare Giacomo, che partì per Bruxelles.